# Adylson Godoy
Adylson Godoy (Bauru, São Paulo) é um cantor, pianista, maestro, compositor, arranjador e apresentador de televisão brasileiro que já trabalhou com diversos artistas - tanto com aqueles mais identificados com o movimento da Bossa nova, como com outros que utilizam a linguagem da MPB - como Elis Regina, Jair Rodrigues, Elizete Cardoso, Zimbo Trio, Clara Nunes, Taiguara, Rosa Marya Colin, Alaíde Costa, Agnaldo Rayol, Márcia, Ronnie Von e a cantora Silvia Maria, com quem é casado e tem uma filha também cantora, Adriana Godoy. Na televisão, apresentou o programa "Boa Tarde Cartaz", pela antiga Rede Excelsior, na década de 1960, e o programa "Adylson Godoy - Vida e Arte", pela Rede Vida, entre 1998 e 2003.

## Discografia
- 1965 - Sou sem Paz
- 1970 - Adylson Godoy